# Symphlebia lophocampoides
Symphlebia lophocampoides är en fjärilsart som beskrevs av Felder 1874. Symphlebia lophocampoides ingår i släktet Symphlebia och familjen björnspinnare. Inga underarter finns listade i Catalogue of Life.